# Band Aid (supergruppo)
Band Aid è un supergruppo britannico e irlandese creato per scopi benefici nel 1984 da Bob Geldof e Midge Ure con l'obiettivo di raccogliere fondi per combattere la piaga della fame in Etiopia, attraverso la pubblicazione del singolo Do They Know It's Christmas?. Il singolo superò le aspettative dei produttori divenendo il più venduto del Natale 1984. Successivamente venne nuovamente registrato raggiungendo comunque la vetta delle classifiche. La versione originale del 1984 venne prodotta da Trevor Horn.

## Il nome
Il nome "Band Aid" (tradotto in “soccorso di gruppo”) fu scelto come un gioco di parole riferito sia alla famosa marca statunitense di cerotti, sia al fatto che i musicisti della band erano impegnati in un'opera di aiuto.
Il supergruppo Band Aid si è riunito in tre diverse occasioni, annoverando ogni volta il meglio del pop britannico e irlandese, per registrare sempre la stessa canzone natalizia. Midge Ure disse una volta: «Ogni generazione dovrebbe averne una propria versione».

## Storia

### Band Aid: 1984, l'idea e lo sviluppo
Bob Geldof, dopo aver guardato uno speciale della BBC a cura di Michael Buerk sulla tragedia degli affamati in Etiopia, era così sconvolto e commosso che decise di provare a ottenere dei soldi usando i suoi contatti nel mondo della musica leggera. Il giornalista stesso che curò lo speciale divenne famoso e il suo reportage è unanimemente considerato come uno dei migliori momenti televisivi del secolo.
Geldof contò sull'aiuto di Midge Ure e degli Ultravox per la produzione di un singolo benefico. Ure prese il testo scritto da Geldof e creò la melodia. Geldof si mise in contatto con gli artisti più famosi del tempo e cercò di convincerli a partecipare al progetto gratuitamente. Il criterio principale per la selezione dei cantanti era soprattutto il loro successo in modo da vendere un numero maggiore di copie del singolo. Geldof poi partecipò al programma della BBC Radio 1 di Richard Skinner, ma invece di promuovere i suoi Boomtown Rats come previsto dalla scaletta, annunciò il progetto Band Aid.
Lo studio di registrazione non diede più di 24 ore gratuite alla Band Aid per la registrazione e il missaggio della canzone. Le operazioni di incisione avvennero il 25 novembre 1984 tra le 11 della mattina e le 7 di sera; il tutto fu filmato da Nigel Dick in previsione di un videoclip, anche se alcune tracce erano state già registrate il giorno precedente negli studi personali di Midge Ure. Le prime tracce ad essere incise quel giorno di novembre furono i cori del supergruppo, in presenza della stampa internazionale. I filmati vennero poi spediti alle redazioni mentre le registrazioni del singolo continuavano. Dopo i cori, Phil Collins incise la sua parte di batteria. Tony Hadley degli Spandau Ballet fu il primo a incidere la sua parte solista, mentre le strofe cantate dagli Status Quo vennero ritenute inutilizzabili e dunque sostituite dal cantato di Paul Weller, Sting e Glenn Gregory. Paul Young dichiarò che le sue strofe erano state scritte da David Bowie, il quale non poteva partecipare di persona ma che contribuì ugualmente al progetto. Boy George arrivò solamente alle 6 del pomeriggio dopo essere stato svegliato al telefono da Bob Geldof che lo mise su un Concorde per farlo arrivare in tempo alle registrazioni della sua parte.
La mattina seguente Geldof apparve al programma radiofonico mattutino di Radio 1 presentato da Mike Read, per promuovere il singolo e promettere che l'intero ricavato delle vendite sarebbe andato in beneficenza, senza tralasciare un singolo penny. Questa dichiarazione portò ad una diatriba col governo inglese, che rifiutava di rinunciare all'IVA derivante dalle vendite del singolo. Geldof si oppose apertamente contro l'allora Primo ministro Margaret Thatcher e, accorgendosi del risentimento dell'intera popolazione inglese, il governo fece un passo indietro donando in beneficenza le tasse ricavate dalle vendite del singolo.
Il singolo fu pubblicato il 3 dicembre e andò direttamente al numero uno delle classifiche inglesi, superando le vendite di tutti gli album presenti in classifica messi assieme. Divenne il singolo venduto più velocemente della storia in Inghilterra, vendendo in una sola settimana circa un milione di copie. Rimase al primo posto per 5 settimane, con una vendita di più di tre milioni di copie e diventando inoltre il singolo più venduto di tutto i tempi in Inghilterra. Il record è poi stato superato da "Candle in the Wind 1997" di Elton John (il personale tributo alla Principessa Diana).
Il singolo originale "Do They Know It's Christmas?" fu pubblicato nel Regno Unito il 3 dicembre 1984 debuttando una settimana dopo al numero 1 delle classifiche. La canzone fu registrata il 25 novembre del 1984 e venne presentata il giorno seguente nel programma radiofonico di Simon Bates sulla BBC Radio 1. La canzone vede come autori Bob Geldof e Midge Ure, e produttori Trevor Horn e Ure. Il singolo divenne il più venduto di quell'anno e fu pubblicato nella versione estesa su discomix 12" (6:18) e singolo 7" (3:55).

### 1985, Live Aid
Nel 1985, sulla scia del successo del singolo Band Aid, Bob Geldof organizzò il concerto benefico Live Aid. 
La canzone fu dunque ristampata e raggiunse la posizione 3 nelle classifiche il 7 dicembre 1985. Il ricavato delle vendite (sia del singolo originale che della versione 1985) ammontava a circa 8 milioni di sterline (circa 11 milioni di euro).
Dopo lo storico concerto Live Aid, Do They Know It's Christmas? venne ripubblicato alla fine del 1985 all'interno di una raccolta che consisteva in uno speciale Picture Disc modellato seguendo il logo del Live Aid, ma con la parola Band al posto di Live. Il disco presentava anche una b-side, "One Year On" (una dichiarazione telefonica fatta da Geldof e Ure); la trascrizione di questo messaggio può essere trovata nel booklet del DVD del Live Aid.

### Band Aid II
Il 1989 vide una nuova formazione a causa dell'aggravarsi della situazione etiope. La Band Aid II, reclutata dai produttori Stock, Aitken & Waterman, registrò una nuova versione di Do They Know It's Christmas? che diventò un'altra volta il singolo natalizio più venduto in Inghilterra.
Nel 1991 fu inoltre messa in commercio una audiocassetta contenente i principali remix sia del singolo del 1984 che del 1989. Questa pubblicazione non entrò nelle classifiche inglesi.

#### Partecipanti
La Band Aid II era composta da:
- Bananarama
- Big Fun
- Bros
- Cathy Dennis
- D Mob
- Jason Donovan
- Kevin Godley
- Glen Goldsmith
- Kylie Minogue
- The Pasadenas
- Chris Rea
- Cliff Richard
- Jimmy Somerville
- Sonia
- Lisa Stansfield
- Technotronic
- Wet Wet Wet

### Le nuove versioni: Band Aid 20, Band Aid 30
Nel 2004, una terza formazione chiamata Band Aid 20 registrò per la terza volta la canzone in onore del 20º anniversario del progetto. Questa nuova versione si separa nettamente per stile e produzione rispetto alle due precedenti, sia per il tempo trascorso dall'ultima pubblicazione, sia per ragioni commerciali. Si pensava infatti che una versione troppo simile alle altre non avrebbe avuto la forza necessaria per raggiungere il pubblico, radicalmente cambiato rispetto al 1989. La versione 2004 debutta il 5 dicembre nelle classifiche inglesi raggiungendo la prima posizione e divenendo ancora una volta il singolo natalizio più venduto.
Nel 2014 in occasione del trentennale della canzone è stata radunata una nuova formazione (detta Band Aid 30) stavolta allo scopo di raccogliere fondi per aiutare i Paesi colpiti dall'epidemia di virus Ebola: anche in questo caso stile e produzione sono molto diversi, e l'unico cantante del gruppo originale ad aver partecipato è Bono Vox.

## Partecipanti
La Band Aid originale era formata da:
- Adam Clayton (U2)
- Bono Vox (U2)
- Phil Collins (Genesis)
- Bob Geldof (The Boomtown Rats)
- Steve Norman (Spandau Ballet)
- Tony Hadley (Spandau Ballet)
- Martin Kemp (Spandau Ballet)
- John Keeble (Spandau Ballet)
- Gary Kemp (Spandau Ballet)
- Chris Cross (Ultravox)
- Midge Ure (Ultravox)
- John Taylor (Duran Duran)
- Simon Le Bon (Duran Duran)
- Roger Taylor (Duran Duran)
- Andy Taylor (Duran Duran)
- Nick Rhodes (Duran Duran)
- Paul Young
- Glenn Gregory (Heaven 17)
- Martyn Ware (Heaven 17)
- Simon Crowe (The Boomtown Rats)
- Pete Briquette (The Boomtown Rats)
- Johnny Fingers (The Boomtown Rats)
- Marilyn
- Keren Woodward (Bananarama)
- Sara Dallin (Bananarama)
- Siobhan Fahey (Bananarama)
- Jody Watley (Shalamar)
- Paul Weller (The Style Council, The Jam)
- James "JT" Taylor (Kool & The Gang)
- Robert "Kool" Bell (Kool & The Gang)
- Dennis Thomas (Kool & The Gang)
- Peter Blake, accreditato come “artista copertina”
- George Michael (Wham!)
- Francis Rossi (Status Quo)
- Rick Parfitt (Status Quo)
- Jon Moss (Culture Club)
- Boy George (Culture Club)
- Sting (The Police)
- David Bowie contribuì mandando per posta la registrazione a Geldof, che la sovraincise sul singolo
- Holly Johnson (Frankie Goes to Hollywood)
- Paul McCartney (Wings e The Beatles) contribuì mandando per posta la registrazione a Geldof che la sovraincise sul singolo

## Musicisti

### Band Aid
- John Taylor (Duran Duran) - basso
- Adam Clayton (U2) - basso
- Midge Ure - tastiere
- Phil Collins - batterie
- Jens Langhorn - batterie

### Band Aid II
- Luke Goss (Bros) - batterie

### Band Aid 20
- Chris Martin (Coldplay) - voce
- Bono Vox (U2) - voce
- Dido - voce
- Robbie Williams - voce
- Tom Chaplin (Keane) - voce
- Justin Hawkins (The Darkness) - chitarra e voce
- Jonny Greenwood (Radiohead) - chitarra
- Fran Healy (Travis) - chitarra
- Dan Hawkins (The Darkness) - chitarra
- Paul McCartney - basso
- Danny Goffey (Supergrass) - batterie
- Thom Yorke (Radiohead) - pianoforte

### Band Aid 30
- Bono (U2)
- Clean Bandit
- Paloma Faith
- Guy Garvey (Elbow)
- Ellie Goulding
- Angélique Kidjo
- Chris Martin (Coldplay)
- Sinéad O'Connor
- One Direction
- Rita Ora
- Olly Murs
- Emeli Sandé
- Seal
- Ed Sheeran
- Dan Smith (Bastille)
- Sam Smith
- Underworld
- Jessie Ware
- Roger Taylor (Queen) – batteria, tastiera
- Milan Neil Amin-Smith (Clean Bandit) – violino
- Grace Chatto (Clean Bandit) – violoncello